# Annastina Alkman
Annastina Alkman, född Rydell, 2 december 1879 i Stockholm, död där 7 augusti 1971, var en svensk journalist, översättare, målare och tecknare.

## Biografi
Föräldrar var kapten Albert Rydell och Anny Rautian. Alkman tog studentexamen 1897 och studerade därefter vid Stockholms högskola och Kungliga musikkonservatoriet till 1901. År 1902 blev hon filosofie kandidat vid Uppsala universitet samt bedrev sångstudier både för John Forsell och utomlands.
Alkman medarbetade i Dagens Nyheter 1903–1904 och i Göteborgs-Posten från 1905. Hon gifte sig med GP:s redaktör Edvard Alkman samma år. De fick dottern Eva, även hon sedermera journalist.
Alkman var politiskt verksam och var ordförande i Föreningen Frisinnade kvinnor i Göteborg och vice ordförande i Frisinnade kvinnors riksförbund. Hon var engagerad i Föreningen för kvinnans politiska rösträtt i Göteborg. År 1921 var hon delegerad vid Kvinnokongressen i Wien. Hennes memoarer När gräset var grönt ... utkom 1965.
Vid sidan av sitt arbete som journalist var Alkman verksam som konstnär, hon debuterade i HSB-utställningen God konst i alla hem 1943. Hennes konst består av porträtt och landskap i olja eller akvarell. Alkman är representerad vid Thielska Galleriet och Norrköpings Konstmuseum och vid Nationalmuseum.
En minnesutställning med hennes konst visades på Prins Eugens Waldemarsudde 1978. Hon är begravd på Norra begravningsplatsen utanför Stockholm.

### Översättningar
- Stern, G.B (1927). Jerusalems döttrar : (The Matriarch)  : en krönika. Stockholm: Geber. Libris 1334979
- Murasaki Shikibu (1928). Genjis roman : en japansk Don Juan för 1000 år sedan. Stockholm: Natur o. kultur. Libris 1340583
- Seabrook, W. B (1928). Äventyr i Arabien : bland beduiner, dansdervischer och djävulsdyrkare. Stockholm: Natur o. kultur. Libris 1343137
- Aldington, Richard (1932). Överstens dotter : roman. Svenska bokklubbens ; 1. Stockholm: Bonnier. Libris 1350677
- O'Brien, Kate (1933). Under släktens kappa. Stockholm: Bonnier. Libris 1350214
- Douglas, Lloyd C (1934). Och förlåt oss våra skulder. Stockholm: Bonnier. Libris 1353223
- John Gay (1945). Tiggarns opera: premiär på Kungl. Teatern (Operan) i Stockholm 1945-01-05. [11]